# Ella van Drumpt
Ella van Drumpt (Bergen, 14 augustus 1957) is een Nederlandse actrice.

## Levensloop
Van Drumpt speelde in diverse series, toneelstukken en films, en werd bekend in 1988 door de tv-dramaserie Medisch Centrum West als Linda Koning-van Linschoten, de vrouw van Erik Koning (Rob van Hulst). Ze is tegenwoordig veel te zien op toneel.
In 1983 was ze voor het eerst op tv te zien, in de serie Herenstraat 10 van Joop van den Ende. Een belangrijke rol in haar carrière was als de schooldirectrice Alex de Hondt in de populaire jongerenserie Fort Alpha. De serie werd in 1996 en 1997 uitgezonden door de TROS.
Van Drumpt is moeder van drie dochters. Tot 2015 had ze een relatie met Marc Klein Essink, met wie zij samenspeelde in Medisch Centrum West.

## Films
- 1987 - Havinck - secretaresse Havinck
- 1990 - De gulle minnaar

## Televisieseries
- 2010 - First Mission - moeder van Marina
- 2010 - Annie M.G. - actrice Los Zand (Hoofdstuk 5)
- 2008 - Flikken Maastricht - Dora Janssens (afl. Pillen)
- 2003/4 - Bergen Binnen
- 2003 - SuperTex
- 2002 - Russen
- 1999 - Dat is nooit mijn naam geweest
- 1999 - Blauw blauw
- 1997 - Over de liefde
- 1997 - Fort Alpha, seizoen 2
- 1996 - Off Mineur
- 1996 - Unit 13
- 1996 - Fort Alpha, seizoen 1
- 1995 - Tralievader - Moeder Nelly
- 1993 - Coverstory, seizoen 1
- 1993 - In voor- en tegenspoed, seizoen 2 - hoofdzuster
- 1993 - Naarden Vesting - Karin
- 1993 - Mus - Helena
- 1993 - Ha, de Pa! - zuster De Herder - (Afl. Lot uit de loterij)
- 1992 - Ha, die Pa! - Dokter (Afl. Dagje ouder)
- 1992 - Suite 215 - Chou
- 1991 - De zomer van '45 - Jenny
- 1988 - Medisch Centrum West, diverse seizoenen
- 1986 - Het wassende water
- 1984 - Hotel in Kopenhagen - Ellen
- 1983 - Herenstraat 10

## Toneel
- 2018/19 - Van de koele meren des doods - zuster Paula